# Joc de fer rodar un ou

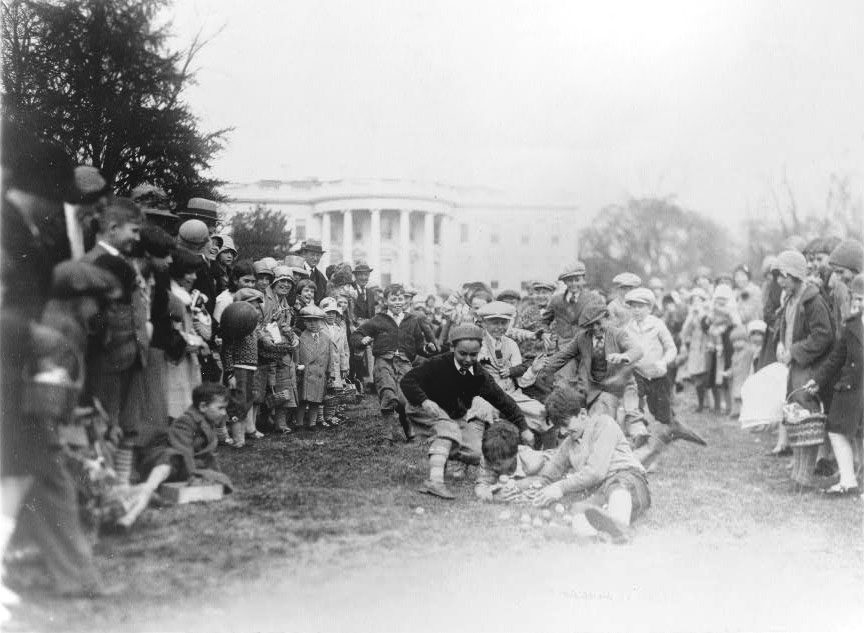
Carrera de fer rodar un ou en el jardí de la Casa Blanca el 1929

El joc de fer rodar un ou, o la carrera de fer rodar l'ou de Pasqua és un joc tradicional d'alguns països que es juga utilitzant ous de Pasqua. Existeixen diferents versions del joc segons el país; en general, es juga amb ous durs que han estat decorats.

## Història
Els saxons precristians tenien una deessa de la primavera anomenada Eostre i la seva festa es realitzava durant l'equinocci de primavera, cap al 21 de març. El seu animal era la llebre, i el renaixement de la terra a la primavera era simbolitzat per un ou. El papa Gregori el Gran va ordenar als seus missioners que, dintre del possible, usessin antigues tradicions religiosos i les incorporessin en els rituals cristians. La celebració cristiana de la Resurrecció de Crist posseïa característiques ideals per a combinar-les amb la festa pagana d'Eostre i nombroses tradicions van ser adoptades com a festivitats cristianes. A Anglaterra, Alemanya i a altres països, durant Pasqua, els infants tenien la tradició de fer rodar ous turó avall i es creu que això podria haver estat adoptat com un simbolisme de fer rodar la pedra de la tomba de Jesucrist abans de la seva resurrecció. Aquesta tradició, juntament amb altres com ara la del conill de Pasqua, els colons europeus les varen portar a Amèrica.

## Estats Units

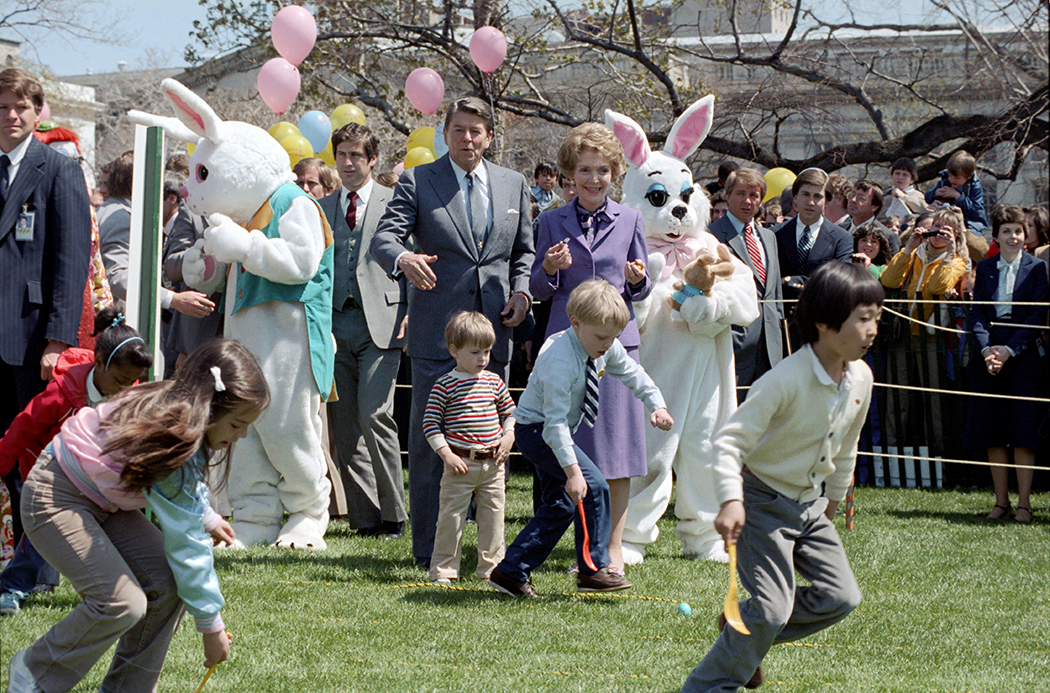
La família Reagan el 1982, en el joc de fer rodar de l'ou de Pasqua als jardins de la Casa Blanca.

Als Estats Units, el joc de fer rodar un ou de Pasqua és un esdeveniment anual i, particularment, cada dilluns de Pasqua es realitza en els jardins de la Casa Blanca una festa amb infants i els seus pares. El joc de fer rodar un ou és una cursa, en la qual els nens han empènyer l'ou per la gespa amb una cullera de fusta amb el mànec llarg. Altres esdeveniments que també es realitzen inclouen l'aparició de personalitats de la Casa Blanca vestides amb vestits de conill de Pasqua, discursos i lectura de llibres per secretàries del gabinet i exhibicions d'ous decorats.
Segons una tradició no documentada, Dolley Madison, l'esposa del President James Madison, va iniciar aquesta activitat el 1814 i centenars de nens van portar els seus ous decorats per poder participar en els jocs. Originalment, la carrera se celebrava en els terrenys del Capitoli dels Estats Units, però el 1877 es va plantar una gespa nova i els jardiners van cancel·lar l'acte. Posteriorment, el Congrés va aprovar una llei que determinava que era il·legal utilitzar els terrenys del Parlament com a espai per als jocs infantils. Davant la sol·licitud dels infants, entre els quals hi havia els seus propis fills, el president Rutherford B. Hayes i la seva esposa, Lucy Hayes, van traslladar l'esdeveniment als jardins de la Casa Blanca. La pràctica va restar abandonada durant la presidència de Franklin D. Roosevelt, però fou recuperada per Mamie Eisenhower durant l'últim període de govern del seu marit. Mamie Eisenhower va obrir l'esdeveniment a nens negres per primera vegada. El 2009, el President Barack Obama va convidar formalment a parelles d'homosexuals amb els seus nens a participar del joc de fer rodar un ou.

## Altres països
A Alemanya, venç aquell competidor que fa rodar l'ou més ràpidament tot travessant una pista construïda amb troncs. A Dinamarca, es fan rodar ous decorats per pendents suaus de gespa o al bosc; el guanyador és aquell competidor que aconsegueix que l'ou arriba més lluny i els ous es mengen un cop acabat el joc (si no s'han trencat). Aquesta tradició es troba especialment establerta al poble de Køge. De manera similar, als Països Baixos resulta guanyador aquell competidor que fa rodar l'ou en un trajecte més gran. A Lituània el competidor recull aquells ous que han estat tocats pel seu. A Europa de l'est, es practiquen altres tradicions com ara egg tapping i la decoració dels ous.